# Хотиче-Кольонія
Хотиче-Кольонія (пол. Chotycze-Kolonia) — село в Польщі, у гміні Лосиці Лосицького повіту Мазовецького воєводства.
У 1975-1998 роках село належало до Білопідляського воєводства.